# Danh sách CD của Trung tâm Thúy Nga
Thúy Nga CDs là một sản phẩm của Trung tâm Thúy Nga. Đến nay, đã thực hiện và phân phối hơn 600 đầu đĩa. Các đĩa do công ty sản xuất thường bắt đầu với mã "TNCD001". Nếu đĩa do các công ty khác (thứ hai, thứ ba) sản xuất, sẽ bắt đầu bằng mã "TNCD(party-code)00(number)". Ngoài ra, Trung tâm Thúy Nga có một series sản phẩm CD Top hits - tập hợp các bài hát nhạc trẻ, nhạc tình - được duy trì từ năm 1999.

## Thập niên 1980

### 1988
| Mã TNCD | Tên CD                             | Nghệ sĩ     | Số bài hát | Danh sách bài hát |
| ------- | ---------------------------------- | ----------- | ---------- | --- |
| 001     | Dạ vũ Paris 1 - Tóc Mây            | Nhiều ca sĩ | 12         | Chi tiết 1. Xuân Yêu Thương - Lynda Trang Đài PBN 4 2. Biết Đến Bao Giờ (Lam Phương) - Phượng Mai 3. Tình Có Như Không (Trần Thiện Thanh) - Quốc Anh PBN 1 4. Trên Đỉnh Mùa Đông (Trần Thiện Thanh) - Hương Lan PBN 1 5. Tình Yêu Và Huyền Thoại - Thái Hiền 6. Tiếng Đàn Tôi (Phạm Duy) - Julie 7. Trôi Vào Xứ Mộng (Châu Kỳ) - Kim Anh 8. Tóc Mây (Đào Duy) - Họa Mi 9. Chỉ Có Em (Lam Phương) - Duy Quang 10. Bóng Nhỏ Đường Chiều (Trúc Phương) - Phương Dung PBN 5 11. Đường Về Khuya (Anh Bằng) - Elvis Phương 12. Định Mệnh (Song Ngọc) - Duy Quang, Phượng Mai PBN 4 |
| 002     | The Best of Hương Lan - Khi Đã Yêu | Hương Lan   | 12         | Chi tiết 1. Ngày Đá Đơm Bông (Nhật Ngân) PBN 2 2. Khi Đã Yêu (Phượng Linh) 3. Cây Đàn Bỏ Quên (Phạm Duy) 4. Chiều Thương Đô Thị (Song Ngọc) PBN 3 5. Niệm Khúc Cuối (Ngô Thụy Miên) PBN 6 6. Tôi Với Trời Bơ Vơ (Tùng Giang) 7. Lạnh Lùng (Đinh Việt Lang) 8. Giấc Ngủ Cô Đơn (Anh Bằng) 9. Kiếp Đam Mê (Duy Quang) 10. Thơ Ngây (Anh Việt) 11. Trả Lại Anh (Đào Duy) 12.Ngày Về (Hoàng Giác) |

### 1989
| Mã TNCD | Tên CD                  | Nghệ sĩ                    | Số bài hát | Danh sách bài hát |
| ------- | ----------------------- | -------------------------- | ---------- | --- |
| 003     | Em Đi Rồi               | Họa Mi                     | 10         | Chi tiết 1. Em Đi Rồi (Lam Phương) PBN 6 2. Tango Dĩ Vãng (Anh Bằng) 3. Mùa Thu Cho Em (Ngô Thụy Miên) 4. Bướm Trắng (Anh Bằng) PBN 9 5. Tình Vẫn Chưa Yên (Lam Phương) 6. Mười Năm Yêu Em (Trầm Tử Thiêng) 7. Thu Khóc Trên Ngàn (Ngô Thụy Miên) 8. Đêm Đông (Nguyễn Văn Thương) 9. Bài Tango Cho Em (Lam Phương) 10. Đừng Xa Nhau (Phạm Duy) |
| 004     | Chuyện Một Người Đi     | Nhiều ca sĩ                | 11         | Chi tiết 1. Chuyện Một Người Đi (Trần Thiện Thanh) - Hương Lan 2. Yêu (Trần Thiện Thanh) - Duy Quang 3. Cay Đắng Tình Đời (Phượng Linh) - Thanh Tuyền 4. Nỗi Buồn Thanh Trúc (Trần Thiện Thanh) - Phượng Mai 5. Một Phút Suy Tư (Vân Tùng) - Băng Châu PBN 2 6. Ai Buồn Hơn Ai (Hoàng Thi Thơ) - Duy Quang, Kim Anh 7. Món Quà Kỷ Niệm (Y Vân) - Phương Hồng Ngọc PBN 2 8. Bài Buồn Cho Em - Họa Mi 9. Một Lần Xa Bến (Trường Sa) - Phương Dung 10. Hoa Cài Mái Tóc (Thông Đạt) - Quốc Anh PBN 2 11. Anh Đi Chiến Dịch (Phạm Đình Chương) - Thanh Tuyền |
| 005     | Một Thuở Yêu Đàn        | Nhiều ca sĩ                | 10         | Chi tiết 1. Một Thuở Yêu Đàn (Hoàng Trọng) - Lệ Thu 2. Ai Về Sông Tương (Thông Đạt) - Hòa tấu Hạ uy cầm Phạm Mạnh Đạt 3. Xuân Nào Em Nhớ Không (Phạm Mạnh Đạt) - Ngọc Trọng 4. Khi Người Yêu Tôi Khóc - Hòa tấu Hạ uy cầm Phạm Mạnh Đạt 5. Bài Tango Cho Em (Lam Phương) - Thảo My 6. Hẹn Ngày Mai (Phạm Mạnh Đạt) - Lệ Thu 7. Tôi Sẽ Đưa Em Về (Y Vân) - Hòa tấu Hạ uy cầm Phạm Mạnh Đạt 8. Quê Hương Bỏ Lại (Tô Huyền Vân) - Thanh Thúy 9. Hoa Soan Bên Thềm Cũ (Tuấn Khanh) - Hòa tấu Hạ uy cầm Phạm Mạnh Đạt 10. Nha Trang (Minh Kỳ) - Diễm Châu) |
| 006     | Nước Non Ngàn Dặm Ra Đi | Nhiều ca sĩ                | 12         | Chi tiết 1. Đường Về Quê Hương (Lam Phương) - Duy Quang, Phượng Mai Thuy Nga Video 10 2. Cay Đắng Bờ Môi (Châu Đình An) - Hương Lan 3. Đêm Chôn Dầu Vượt Biên (Châu Đình An) - Phượng Mai Thuy Nga Video 10 4. Anh Vẫn Mơ Một Ngày Về (Nguyệt Ánh) - Quốc Anh 5. Bao Giờ Em Quên (Duy Khánh) - Thanh Tuyền 6. Huyền Sử Ca Một Người Mang Tên Quốc (Phạm Duy) - Hương Lan Thuy Nga Video 10 7. Giọt Mưa Trên Lá (Phạm Duy) - Duy Quang, Thái Hiền 8. Nhạt Nắng (Xuân Lôi) - Phương Dung 9. Vĩnh Biệt Sài Gòn (Lam Phương) - Ngọc Hải Thuy Nga Video 13 10. Chuyện Buồn Ngày Xuân (Lam Phương) - Phượng Mai Thuy Nga Video 13 11. Người Ở Lại Charlie (Trần Thiện Thanh) - Duy Quang, Phương Hồng Ngọc Thuy Nga Video 13 12. Tưởng Như Còn Người Yêu (Phạm Duy) - Hương Lan Thuy Nga Video 13 |
| 007     | Dạ vũ Tóc Mây 2         | Nhiều ca sĩ                | 13         | Chi tiết 1. Sao Không Đến Bên Em - Bạch Thảo 2. Về Trên Nỗi Xót Xa - Lynda Trang Đài PBN 5 3. Bài Hát Cho Người Kỹ Nữ (Nguyễn Ánh 9) - Elvis Phương 4. Mùa Thu Yêu Đương (Lam Phương) - Kim Anh PBN 9 5. Sầu Lẻ Bóng (Anh Bằng) - Phượng Mai 6. Sài Gòn (Y Vân) - Sơn Tuyền 7. Đường Nào Em Đi (Hoàng Nguyên) - Ngọc Hải PBN 6 8. Thoi Tơ (Đức Quỳnh) - Họa Mi 9. Trăm Mến Nghìn Thương (Hoài Linh) - Phương Dung 10. Đừng Khóc Nghe Em (Y Vũ) - Duy Quang 11. Một Đời Tan Vỡ (Lam Phương) - Hương Lan 12. Những Tâm Hồn Cô Đơn (Anh Bằng) - Kim Anh 13. Giã Từ Kỷ Niệm (Song Ngọc) - Thanh Tuyền |
| 008     | Áo Tím Ngày Xưa         | Nhiều ca sĩ                | 13         | Chi tiết 1. Máu Nhuộm Bến Thượng Hải - Phượng Mai PBN 3 2. Hoa Học Trò (Anh Bằng) - Hương Lan, Tuấn Vũ 3. Đi Tìm Kỷ Niệm (Nguyễn Vũ) - Duy Quang 4. Mười Năm Yêu Em (Trầm Tử Thiêng) - Họa Mi 5. Để Quên Con Tim (Đức Huy) - Huỳnh Thi PBN 6 6. Ngày Đó (Jo Marcel) - Thanh Tuyền PBN 8 7. Tình Yêu Đã Mất (Phạm Mạnh Cương) - Phương Hồng Ngọc PBN 3 8. Tóc Em Chưa Úa Nắng Hè (Phạm Mạnh Cương) - Kim Anh 9. Áo Tím Ngày Xưa (Mạnh Phát, Lan Đài) - Thái Hiền 10. Nỗi Niềm (Tuấn Khanh) - Ngọc Hải 11. Đêm Lang Thang (Vinh Sử) - Elvis Phương 12. Dấu Tình Sầu (Ngô Thụy Miên) - Hương Lan 13. Tình Là Sợi Tơ (Anh Bằng) - Duy Quang, Kim Anh |
| 009     | Em Là Tất Cả            | Nhiều ca sĩ                | 14         | Chi tiết 1. Xuân Này Con Không Về (Nhật Ngân) - Hương Lan 2. Bao Giờ Ta Gặp Lại Ta (Nhật Ngân, Trần Trịnh) - Hương Lan 3. Nỗi Buồn Đêm Đông (Anh Minh) - Phương Dung PBN 2 4. Nửa Vành Trăng Đợi (Hoài Linh) - Phương Dung 5. Tình Hậu Phương (Minh Kỳ) - Phượng Mai 6. Nếu Anh Đừng Hẹn (Lê Dinh) - Phượng Mai PBN 4 7. Ru Em Tròn Giấc Ngủ (Mặc Thế Nhân)- Băng Châu 8. Từ Đó Em Buồn (Trần Thiện Thanh) - Băng Châu 9. Gửi Về Anh (Bảo Thu) - Thanh Tuyền 10. Người Ngoài Phố (Trần Thiện Thanh) - Thanh Tuyền 11. Em Là Tất Cả (Lam Phương) - Giáng Thu PBN 2 12. Sao Anh Nỡ Đành Quên (Tô Thanh Tùng) - Giáng Thu 13. Em Đi Rồi (Lam Phương) - Họa Mi PBN 6 14. Bướm Trắng (Anh Bằng) - Họa Mi PBN 9                                                                                   |
| 010     | Cho Em Quên Tuổi Ngọc   | Kiều Nga, Ngọc Lan, Họa Mi | 10         | Chi tiết 1. Giọt Nước Mắt Ngà (Ngô Thụy Miên) - Họa Mi 2. Tình Yêu Đã Mất - Ngọc Lan 3. Nước Mắt Cho Mây - Kiều Nga 4. Con Đường Tình Ta Đi (Phạm Duy) - Họa Mi 5. Lạc Vùng Ăn Năn (Ngô Mạnh Thu, Diễm Chi) - Ngọc Lan 6. Cho Em Quên Tuổi Ngọc (Lam Phương) - Kiều Nga 7. Quên Chưa Những Dấu Yêu (Nhật Hạ) - Ngọc Lan 8. Thương Tình Ca (Phạm Duy) - Họa Mi 9. Bài Không Tên Số 8 (Vũ Thành An) - Kiều Nga 10. Hận Tình Trong Mưa - Họa Mi |
| 011     | Vĩnh Biệt Em            | Nhật Trường, Thanh Lan     | 10         | Tình khúc Trần Thiện Thanh 1. Tình Muộn 2. Trà Hoa Nữ 3. Ai Nói Yêu Em Đêm Nay 4. Từ Nửa Vòng Trái Đất 5. Thạch Sanh 6. Một Đời Yêu Anh 7. Trần Gian Tội Lỗi 8. Tôi Và Dĩ Vãng 9. Vĩnh Biệt Em 10. Tình Yêu Ngộ Nghĩnh |

## Thập niên 2020
| Mã TNCD | Tên CD                                           | Nghệ sĩ                | Năm  |
| ------- | ------------------------------------------------ | ---------------------- | ---- |
| 619     | Cho Ta Lại Gần Nhau                              | Nhiều nghệ sĩ          | 2020 |
| 620     | Khóc Một Cuộc Tình                               | Nhiều nghệ sĩ          | 2020 |
| 621     | Trong Giấc Mơ Em                                 | Nhiều nghệ sĩ          | 2020 |
| 622     | Bài Ca Kỷ Niệm                                   | Nhiều nghệ sĩ          | 2020 |
| 623     | Cuốn Theo Chiều Gió                              | Nhiều nghệ sĩ          | 2020 |
| 624     | Trả Anh Về Với Người Sau                         | Nhiều nghệ sĩ          | 2020 |
| 625     | Đừng Là Một Thoáng Mê Say                        | Nhiều nghệ sĩ          | 2020 |
| 626     | Một Đời Cho Âm Nhạc - Volume 1                   | Thanh Tuyền            | 2021 |
| 627     | Người Phụ Tình Tôi                               | Như Quỳnh              | 2022 |
| 628     | Một Đời Cho Âm Nhạc - Volume 2                   | Thanh Tuyền            | 2021 |
| 629     | Xuân Hy Vọng                                     | Nhiều nghệ sĩ          | 2021 |
| 630     | Xuân Ước Nguyện                                  | Nhiều nghệ sĩ          | 2021 |
| 631     | Nước Mắt Mùa Thu                                 | Lệ Thu                 | 2021 |
| 632     | Xuân Ca                                          | Nhiều nghệ sĩ          | 2022 |
| 633     | Mẹ Về Thiên Thu                                  | Nhiều nghệ sĩ          | 2022 |
| 634     | Mặt Trời Và Hoa                                  | Nhiều nghệ sĩ          | 2022 |
| 636     | Nụ Cười Anh Còn Mãi                              | Phương Loan            | 2022 |
| 637     | Tình Ca Song Ngọc - Thiệp Hồng Anh Viết Tên Em   | Ngọc Ngữ, Châu Ngọc Hà | 2023 |
| 638     | Duyên Chúng Ta Cạn Rồi                           | Nhiều nghệ sĩ          | 2023 |
| 639     | Đời Là Cát, Bụi Là Ta                            | Nhiều nghệ sĩ          | 2023 |
| 640     | Một Người Chẳng Cần Một Người                    | Nhiều nghệ sĩ          | 2023 |
| 641     | Nghi Ngờ Tình Yêu                                | Nhiều nghệ sĩ          | 2023 |
| 642     | Duyên Có Nợ Không                                | Nhiều nghệ sĩ          | 2023 |
| 643     | Lạc Mất Vầng Trăng                               | Nhiều nghệ sĩ          | 2023 |
| 644     | Chuyện Em Tôi                                    | Nhiều nghệ sĩ          | 2023 |
| 645     | Tình Khúc Từ Công Phụng - Trên Ngọn Tình Sầu     | Nhiều nghệ sĩ          | 2023 |
| 646     | Tình Khúc Từ Công Phụng - Mưa Trên Ngày Tháng Đó | Nhiều nghệ sĩ          | 2023 |
| 647     | Tình Khúc Từ Công Phụng - Bên Kia Đời Quạnh Quẽ  | Nhiều nghệ sĩ          | 2023 |
| 648     | Thương - Không Tiếc Chi                          | Nhiều nghệ sĩ          | 2024 |
| 649     | Hận Tình - Về Với Cát Bụi                        | Nhiều nghệ sĩ          | 2024 |
| 650     | Ánh Sáng Nhiệm Màu                               | Nhiều nghệ sĩ          | 2024 |

## CD Trung tâm Thúy Nga đại diện phát hành
Dưới dây là danh sách không đầy đủ các CD do Trung tâm Thúy Nga đại diện phát hành:
| Năm  | Tên CD                                                                 | Nghệ sĩ                                                                        | Số bài hát |
| ---- | ---------------------------------------------------------------------- | ------------------------------------------------------------------------------ | ---------- |
| 1999 | Nụ Hôn Khó Quên                                                        | Lưu Bích                                                                       | 10         |
| 1999 | Điều Chưa Dám Nói                                                      | Như Quỳnh, Tường Nguyên                                                        | 10         |
| 1999 | Tình Hồng Cho Anh                                                      | Loan Châu                                                                      | 10         |
| 1999 | Tóc Em Đuôi Gà                                                         | Ái Vân                                                                         | 10         |
| 2000 | Hẹn Một Mùa Xuân                                                       | Như Quỳnh, Phi Nhung, Tường Nguyên, Tường Khuê                                 | 10         |
| 2000 | Một Lần Được Yêu                                                       | Lưu Bích                                                                       | 12         |
| 2000 | Nụ Hôn Thiết Tha                                                       | Loan Châu                                                                      | 10         |
| 2001 | Người Thương Kẻ Nhớ                                                    | Như Quỳnh                                                                      | 10         |
| 2001 | Chuyện Tình Hoa Mười Giờ                                               | Hoàng Lan                                                                      | 10         |
| 2002 | Tình Ơi Có Hay                                                         | Như Quỳnh                                                                      | 12         |
| 2002 | Khúc Ca Mùa Xuân                                                       | Loan Châu                                                                      | 11         |
| 2002 | Cuộc Tình Mới Đi Qua                                                   | Quốc Hùng, Triệu Ngọc Yến                                                      | 10         |
| 2002 | Con Trai Thời Nay                                                      | Quốc Hùng, Triệu Ngọc Yến                                                      | 12         |
| 2002 | Đa Đa Bay Xa                                                           | Tường Nguyên                                                                   | 10         |
| 2003 | Anh Sẽ Nhớ Mãi                                                         | Bằng Kiều                                                                      | 12         |
| 2003 | Kỷ Niệm 50 Năm & Giã Từ Sân Khấu                                       | Thành Được                                                                     | 6          |
| 2004 | Mắt Biếc                                                               | Bằng Kiều                                                                      | 13         |
| 2004 | Vũ Thành An - Hát Cho Tình Yêu Người                                   | Nhiều ca sĩ                                                                    | 11         |
| 2004 | Vũ Thành An - Hát Cho Tình Yêu Người 2                                 | Nhiều ca sĩ                                                                    | 17         |
| 2004 | Anh Hãy Nói                                                            | Loan Châu                                                                      | 11         |
| 2004 | Đêm Nằm Mơ Phố                                                         | Thu Phương                                                                     | 13         |
| 2004 | Fame                                                                   | Lynda Trang Đài                                                                | 11         |
| 2004 | Khi Ta Yêu Nhau                                                        | Elvis Phương                                                                   | 12         |
| 2004 | Áo Dài & Vầng Trăng Dạ Cổ                                              | Hương Lan                                                                      | 20         |
| 2005 | New Wave Flashback                                                     | Tommy Ngô, Lynda Trang Đài, Henry Chúc                                         | 12         |
| 2005 | Đàm 7                                                                  | Đàm Vĩnh Hưng                                                                  | 13         |
| 2005 | Sắc Màu & Tình Ca                                                      | Trần Thu Hà                                                                    | 14         |
| 2005 | Những Ca Khúc Của Nam Lộc - Sài Gòn Ơi Vĩnh Biệt                       | Nhiều ca sĩ                                                                    | 12         |
| 2005 | Như Một Lời Chia Tay                                                   | Thu Phương                                                                     | 13         |
| 2005 | Còn Nghe Tiếng Gọi                                                     | Don Hồ                                                                         | 15         |
| 2005 | Lính Xa Nhà                                                            | Phương Hồng Quế                                                                | 11         |
| 2006 | Cuối Trời Mây Trắng Bay                                                | Lệ Thu                                                                         | 10         |
| 2006 | Khúc Tương Phùng                                                       | Loan Châu                                                                      | 12         |
| 2006 | Nô Lệ Một Cuộc Tình                                                    | Thùy Vân                                                                       | 10         |
| 2006 | Định Mệnh Buồn                                                         | Đặng Trường Phát                                                               | 10         |
| 2006 | Tình Khúc Trịnh Công Sơn - Những Nụ Mầm Mới                            | Lệ Thu                                                                         | 10         |
| 2006 | 100 Phần Trăm                                                          | Mai Lệ Huyền, Tuấn Châu                                                        | 12         |
| 2006 | Hát Từ Nguồn Cội                                                       | Hương Lan                                                                      | 10         |
| 2006 | Bóng Hạnh Phúc                                                         | Tiến Dũng                                                                      | 15         |
| 2006 | Gọi Đò                                                                 | Như Quỳnh, Tường Nguyên                                                        | 12         |
| 2006 | Khi                                                                    | Quang Dũng                                                                     | 11         |
| 2006 | Ngày Đó                                                                | Thái Châu, Phương Hồng Quế                                                     | 10         |
| 2006 | Đối Thoại 06                                                           | Trần Thu Hà                                                                    | 11         |
| 2006 | Mộng Dưới Hoa                                                          | Elvis Phương                                                                   | 10         |
| 2007 | Hoài Cảm                                                               | Bằng Kiều                                                                      | 11         |
| 2007 | Mình Ơi Tủi Phận                                                       | Duy Trường                                                                     | 12         |
| 2007 | Muốn Nói Với Anh                                                       | Hồ Ngọc Hà                                                                     | 11         |
| 2007 | My Story                                                               | Nguyễn Thắng                                                                   | 11         |
| 2007 | Hòa Tấu - Giấc Mơ Đời Tôi                                              | Đăng Khánh                                                                     | 10         |
| 2007 | Tình Ca Đăng Khánh - Làm Sao Tôi Biết                                  | Nhiều ca sĩ                                                                    | 12         |
| 2008 | Vì Sao Chỉ Có Anh                                                      | Ngọc Thúy                                                                      | 10         |
| 2008 | Trái Tim Đã Được Yêu                                                   | Như Loan                                                                       | 14         |
| 2008 | Trần Tiến                                                              | Trần Thu Hà                                                                    | 14         |
| 2008 | Tác Giả & Tác Phẩm                                                     | Quang Dũng                                                                     | 10         |
| 2008 | Câu Chuyện Tình Tôi                                                    | Thu Phương                                                                     | 11         |
| 2009 | Đón Xuân Chúc Xuân                                                     | Don Hồ                                                                         | 15         |
| 2009 | Giọt Nước Từ Bi                                                        | Nhiều ca sĩ                                                                    | 10         |
| 2009 | Greatest Hits                                                          | Bảo Hân                                                                        | 15         |
| 2009 | Dáng Xưa                                                               | Hoài Phương                                                                    | 10         |
| 2009 | Đợi Sáng                                                               | Duy Trường, Tâm Phương Anh                                                     | 12         |
| 2009 | Khoảnh Khắc Đời Tôi                                                    | Lương Tùng Quang                                                               | 12         |
| 2009 | Để Ta Say                                                              | Hồ Lệ Thu                                                                      | 10         |
| 2009 | Nhạc Yêu Cầu                                                           | Bằng Kiều                                                                      | 11         |
| 2009 | Nhớ Giáng Sinh Xưa                                                     | Hồ Lệ Thu                                                                      | 10         |
| 2009 | Hòa Tấu - Lời Ru Mắt Em                                                | Vũ Quang Trung, Trần Mạnh Tuấn                                                 | 9          |
| 2010 | Trái Tim Bồ Tát                                                        | Quang Lê, Quỳnh Dung, Hương Thủy, Nguyên Lê                                    | 10         |
| 2010 | AQ3                                                                    | Andy Quách                                                                     | 11         |
| 2010 | Bài Tình Ca Cho Em                                                     | Thái Châu                                                                      | 12         |
| 2010 | Tại Vì Em                                                              | Lương Tùng Quang                                                               | 11         |
| 2010 | Bông Ô Môi                                                             | Hà Phương                                                                      | 12         |
| 2011 | Ca Nhạc Hài - Đám Cưới Tụi Mình & Ông Xã Em Number 1                   | Thúy Nga                                                                       | 9          |
| 2011 | Lạ Giường                                                              | Như Quỳnh                                                                      | 12         |
| 2011 | Chinese Melodies - 02/18                                               | Andy Quách                                                                     | 11         |
| 2011 | Chưa Nói Cùng Em                                                       | Khánh Hoàng                                                                    | 11         |
| 2011 | Tình Xa                                                                | Hoài Phương                                                                    | 11         |
| 2011 | Lại Gần Hôn Anh                                                        | Bằng Kiều                                                                      | 10         |
| 2011 | Mẹ Là Tình Yêu                                                         | Hạ Vy                                                                          | 14         |
| 2011 | Mầu Thời Gian                                                          | Ngọc Hạ                                                                        | 10         |
| 2011 | Ngài Ơi Con Yêu Ngài                                                   | Trịnh Lam                                                                      | 10         |
| 2011 | Giấc Mơ Đánh Mất                                                       | Quỳnh Vi                                                                       | 15         |
| 2011 | Play Me - Dance Remix                                                  | Andy Quách                                                                     | 10         |
| 2011 | Hoa Bất Diệt                                                           | Duy Trường, Hương Thủy, Thu Phương                                             | 10         |
| 2011 | Tình Khúc Vũ Thành An                                                  | Bằng Kiều                                                                      | 11         |
| 2011 | Dấu Tình Thiên Ân - Tạ Ơn Chúa                                         | Carol Kim                                                                      | 12         |
| 2011 | Ta Đã Từng Yêu                                                         | Lương Tùng Quang, Như Loan                                                     | 12         |
| 2011 | Tình Khúc Vàng                                                         | Lương Tùng Quang                                                               | 11         |
| 2011 | Tiền                                                                   | Thành An                                                                       | 12         |
| 2011 | Giấc Mơ Tình Yêu                                                       | Hồ Lệ Thu                                                                      | 11         |
| 2011 | Tìm Về                                                                 | Tâm Phương Anh                                                                 | 10         |
| 2012 | Hà Nội Và Tôi                                                          | Thu Phương                                                                     | 12         |
| 2012 | Ai Cho Tôi Tình Yêu                                                    | Quang Lê, Nguyên Lê                                                            | 10         |
| 2012 | Hương Kỷ Niệm                                                          | Như Quỳnh, Huỳnh Gia Tuấn                                                      | 11         |
| 2012 | Hai Chuyến Tàu Đêm                                                     | Tâm Phương Anh, Thành An                                                       | 10         |
| 2012 | Remix                                                                  | Lương Tùng Quang                                                               | 11         |
| 2012 | Tác Giả & Tuyệt Phẩm - Lam Phương & Trúc Phương                        | Hương Lan                                                                      | 13         |
| 2012 | Fly                                                                    | Hồ Lệ Thu                                                                      | 12         |
| 2012 | Cross Road                                                             | Andy Quách                                                                     | 11         |
| 2012 | Mừng Chúa Giáng Sinh - Mùa Sao Sáng                                    | Carol Kim                                                                      | 12         |
| 2013 | Nhà Anh Nhà Em                                                         | Tuấn Vũ, Tâm Phương Anh                                                        | 10         |
| 2013 | Ngày Xưa Hoàng Thị                                                     | Ngọc Hạ                                                                        | 10         |
| 2013 | Thôi Không Yêu Nữa                                                     | Đăng Vinh                                                                      | 12         |
| 2013 | Kỷ Niệm Tình Đầu                                                       | Hạ Vy                                                                          | 14         |
| 2013 | Phai                                                                   | Huy Vũ                                                                         | 16         |
| 2013 | Về Lại Cõi Sầu                                                         | Lam Anh                                                                        | 12         |
| 2013 | Forever Love                                                           | Andy Quách, Ngô Như Thủy                                                       | 12         |
| 2013 | Chuyện Cười Paris By Night                                             | Nguyễn Ngọc Ngạn, Nguyễn Cao Kỳ Duyên, Hương Thủy, Quang Lê, Tuấn Ngọc         | 13         |
| 2013 | Tác Giả & Tuyệt Phẩm 2 - Tình Khúc Lam Phương - Mộng Ước Tình Yêu      | Hương Lan, Huy Sinh                                                            | 12         |
| 2013 | Quên Đi Tình Yêu Cũ                                                    | Trần Thái Hòa                                                                  | 12         |
| 2013 | Trở Về Mái Nhà Xưa                                                     | Thanh Thảo                                                                     | 10         |
| 2013 | Gloria - Cao Cung Lên                                                  | Nhiều ca sĩ                                                                    | 11         |
| 2013 | Biển Nỗi Nhớ Và Em                                                     | Thu Phương                                                                     | 11         |
| 2013 | Lời Người Viễn Xứ                                                      | Hương Thủy                                                                     | 10         |
| 2014 | Tác Giả & Tuyệt Phẩm 3 - Tâm Sự Nàng Xuân                              | Hương Lan, Thái Châu, Tuấn Vũ, Hương Thủy                                      | 10         |
| 2014 | Thương Hoài                                                            | Hoàng Lan, Kim Tuyến                                                           | 11         |
| 2014 | Just In Time                                                           | Justin Nguyễn                                                                  | 10         |
| 2014 | Ở Hai Đầu Nỗi Nhớ                                                      | Quang Lê                                                                       | 10         |
| 2014 | Xin Anh Giữ Trọn Tình Quê                                              | Khánh Lâm                                                                      | 10         |
| 2014 | Nơi Em Chờ Anh                                                         | Đan Kim                                                                        | 9          |
| 2014 | Quê Em Mùa Nước Lũ                                                     | Phương Mỹ Chi                                                                  | 10         |
| 2014 | Cánh Gió                                                               | Đình Bảo                                                                       | 9          |
| 2014 | Say Đi                                                                 | Hồ Lệ Thu                                                                      | 10         |
| 2014 | Chờ Những Đông Về                                                      | Hồng Nhân                                                                      | 10         |
| 2014 | Xin Em Nụ Cười                                                         | Lương Tùng Quang                                                               | 10         |
| 2014 | Tác Giả & Tuyệt Phẩm 3 - Tạ Ơn Mẹ                                      | Hương Lan                                                                      | 10         |
| 2014 | Dấu Tình Thiên Ân 2 - Chúa Là Tình Yêu                                 | Carol Kim                                                                      | 12         |
| 2014 | Dối Trá                                                                | Ngọc Thúy                                                                      | 10         |
| 2015 | Đêm                                                                    | Trịnh Lam                                                                      | 10         |
| 2015 | 23 - Love & Dream                                                      | Annie Trâm Anh                                                                 | 12         |
| 2015 | Đến Bên Em                                                             | Thanh Hà                                                                       | 10         |
| 2015 | Tân Cổ - Dấu Chân Kỷ Niệm                                              | Kim Tiểu Long, Y Phụng                                                         | 8          |
| 2015 | New Wave Tour                                                          | Tommy Ngô, Lynda Trang Đài, Trizzie Phương Trinh, Henry Chúc, Thái Tài         | 11         |
| 2015 | Thất Tình                                                              | Duy Trường                                                                     | 10         |
| 2015 | Đền Tạ Trái Tim Mẹ                                                     | Đình Bảo                                                                       | 10         |
| 2015 | Tâm Sự                                                                 | Hạ Vy                                                                          | 14         |
| 2015 | Tình & Xưa                                                             | Đan Kim                                                                        | 11         |
| 2016 | Để Trả Lời Một Câu Hỏi                                                 | Bảo Khánh                                                                      | 9          |
| 2016 | Chuyện Tình Của Em                                                     | Kỳ Phương Uyên                                                                 | 8          |
| 2016 | Tâm Sự Người Hát Nhạc Tình                                             | Đăng Vũ                                                                        | 10         |
| 2016 | Đừng Hát Khi Buồn                                                      | Hoàng Anh Khang                                                                | 9          |
| 2016 | Khi Mình Xa Nhau                                                       | Quang Lê, Châu Ngọc Hà                                                         | 12         |
| 2016 | Tình Ca Muôn Thuở 8 - Ánh Đèn Màu                                      | Ngọc Huệ                                                                       | 10         |
| 2016 | Còn Gì Em Ơi                                                           | Duy Trường                                                                     | 11         |
| 2016 | The Remix                                                              | Như Ý                                                                          | 7          |
| 2016 | Nếu Ta Đừng                                                            | Hoàng Lan                                                                      | 11         |
| 2016 | Một Thời Áo Trắng                                                      | Hà Thanh Xuân                                                                  | 10         |
| 2016 | Love                                                                   | Ánh Minh                                                                       | 12         |
| 2016 | 24 Giờ Phép                                                            | Tuấn Quỳnh                                                                     | 12         |
| 2016 | Tác Giả & Tuyệt Phẩm 5 - Hiếu Đạo                                      | Hương Lan, Ngọc Linh                                                           | 10         |
| 2016 | Tình Không Đoạn Cuối                                                   | Mạnh Quỳnh, Hà Thanh Xuân                                                      | 10         |
| 2017 | Tác Giả & Tuyệt Phẩm 6 - Bolero Nhạc Tình Muôn Thuở - Ngày Xưa Anh Nói | Hương Lan, Ngọc Linh                                                           | 10         |
| 2017 | Thói Đời Hèn Sang                                                      | Tuấn Quỳnh                                                                     | 11         |
| 2017 | Andy & Cat                                                             | Andy Quách, Cát Tiên                                                           | 13         |
| 2017 | Đời Con Gái                                                            | Hà Thanh Xuân                                                                  | 10         |
| 2017 | Như Mới Yêu Lần Đầu                                                    | Quang Ngọc                                                                     | 10         |
| 2017 | Ai Thương Yêu Em                                                       | Khánh Hoàng                                                                    | 11         |
| 2017 | Những Tình Khúc Mang Tên Các Loài Hoa                                  | Hà Thanh Xuân                                                                  | 10         |
| 2017 | Dòng Đời                                                               | Hương Thủy                                                                     | 10         |
| 2017 | Xin Vâng                                                               | Đình Bảo                                                                       | 10         |
| 2017 | Hong Kong Melody                                                       | Ngọc Thúy, Lilian                                                              | 10         |
| 2017 | Tình Khúc Muôn Thuở 9 - Lời Yêu Thương                                 | Ngọc Huệ, Charles Phạm                                                         | 11         |
| 2017 | Một Đời Đam Mê                                                         | Tuấn Quỳnh                                                                     | 12         |
| 2017 | Nỗi Buồn Hoa Phượng                                                    | Lena Phương Vy                                                                 | 9          |
| 2018 | The Secret Garden                                                      | Vasa                                                                           | 9          |
| 2018 | Vậy Là Đủ                                                              | Quỳnh Vi                                                                       | 9          |
| 2018 | New Wave Tour Revolution                                               | Lynda Trang Đài, Trizzie Phương Trinh, Tommy Ngô, Henry Chúc, Don Hồ, Thái Tài | 10         |
| 2018 | Giáng Sinh Lạnh                                                        | Đình Bảo, Hiền Thục                                                            | 11         |
| 2018 | Chuyện Của Lam                                                         | Lam Anh                                                                        | 7          |
| 2019 | Mộc                                                                    | Nguyễn Hồng Nhung                                                              | 7          |
| 2019 | Mưa Trên Biển Vắng                                                     | Hà Thanh Xuân                                                                  | 10         |
| 2023 | 60 Năm Ca Hát                                                          | Elvis Phương                                                                   | 12         |
| 2023 | Đường Xưa                                                              | Thanh Thảo                                                                     | 8          |

## Online Album
| Năm  | Mã TNCD | Tên CD                                                      | Nghệ sĩ                                                | Số bài hát | Chú thích                                           |
| ---- | ------- | ----------------------------------------------------------- | ------------------------------------------------------ | ---------- | --------------------------------------------------- |
| 2020 | 622     | Bài Ca Kỷ Niệm                                              | Nhiều ca sĩ                                            | 9          | Trích từ Paris By Night 130                         |
| 2020 | 623     | Cuốn Theo Chiều Gió                                         | Nhiều ca sĩ                                            | 9          | Trích từ Paris By Night 130                         |
| 2020 | 624     | Trả Anh Về Với Người Sau                                    | Nhiều ca sĩ                                            | 8          | Trích từ Paris By Night 130                         |
| 2020 | 625     | Đừng Là Một Thoáng Mê Say                                   | Nhiều ca sĩ                                            | 8          | Trích từ Paris By Night 130                         |
| 2020 |         | Những Đóm Mắt Hỏa Châu                                      | Mai Thiên Vân                                          | 9          | Trích từ Thuy Nga Music Box #2                      |
| 2020 |         | Nơi Tình Yêu Bắt Đầu                                        | Bằng Kiều, Lam Anh                                     | 9          | Trích từ Thuy Nga Music Box #3                      |
| 2020 |         | Nhớ Người Yêu                                               | Trường Vũ, Như Quỳnh                                   | 7          | Trích từ Thuy Nga Music Box #4                      |
| 2020 |         | Tình Cha                                                    | Tuấn Vũ, Mạnh Quỳnh, Mai Thiên Vân                     | 9          | Trích từ Thuy Nga Music Box #5                      |
| 2020 |         | Tình Ca Thái Thịnh                                          | Lương Tùng Quang, Như Ý, Diễm Sương                    | 9          | Trích từ Thuy Nga Music Box #6                      |
| 2020 |         | Chỉ Có Em                                                   | Don Hồ, Thanh Hà                                       | 9          | Trích từ Thuy Nga Music Box #7                      |
| 2020 |         | Tuyết Lạnh                                                  | Ngọc Ngữ, Châu Ngọc Hà                                 | 10         | Trích từ Thuy Nga Music Box #8                      |
| 2020 |         | Dĩ Vãng                                                     | Trịnh Nam Sơn, Ý Lan                                   | 8          | Trích từ Thuy Nga Music Box #9                      |
| 2020 |         | Giờ Này Anh Ở Đâu                                           | Thanh Tuyền, Phương Hồng Quế                           | 8          | Trích từ Thuy Nga Music Box #10                     |
| 2020 |         | Kiếp Đam Mê                                                 | Ngọc Anh, Nguyễn Hồng Nhung                            | 8          | Trích từ Thuy Nga Music Box #11                     |
| 2020 |         | Tình Ca Lam Phương                                          | Hương Lan                                              | 10         | Trích từ Thuy Nga Music Box #12                     |
| 2020 |         | Top Hits 2002 - 2020                                        | Minh Tuyết                                             | 8          | Trích từ Thuy Nga Music Box #13                     |
| 2020 |         | Người Đứng Sau Hạnh Phúc                                    | Don Hồ, Như Ý                                          | 9          | Trích từ Thuy Nga Music Box #14                     |
| 2020 |         | Nhớ Người Yêu                                               | Tuấn Vũ, Hạ Vy, Hương Thủy                             | 8          | Trích từ Thuy Nga Music Box #15                     |
| 2020 |         | Tình Ca Lê Quang                                            | Bằng Kiều, Quang Dũng, Thanh Thảo, Đan Trường, Cam Thơ | 9          | Trích từ Thuy Nga Music Box #16                     |
| 2020 |         | Chợt Nhớ                                                    | Trần Thái Hòa, Lam Anh                                 | 9          | Trích từ Thuy Nga Music Box #17                     |
| 2020 |         | Tình Ca Lam Phương & Phú Quang                              | Ngọc Anh                                               | 8          | Trích từ Thuy Nga Music Box #18                     |
| 2020 |         | Tình Khúc Nhật Ngân                                         | Hương Lan, Băng Tâm, Ngọc Ngữ                          | 8          | Trích từ Thuy Nga Music Box #19                     |
| 2020 |         | Nếu Có Kiếp Sau                                             | Trịnh Lam, Quỳnh Vi                                    | 8          | Trích từ Thuy Nga Music Box #20                     |
| 2020 |         | Tình Ca Diệu Hương                                          | Diệu Hương, Don Hồ, Thanh Hà                           | 11         | Trích từ Thuy Nga Music Box #21                     |
| 2020 |         | Bài Tình Ca Cho Em                                          | Bằng Kiều, Thiên Tôn, Đình Bảo                         | 10         | Trích từ Thuy Nga Music Box #23                     |
| 2020 |         | Hai Mùa Noel                                                | Tuấn Vũ, Ngọc Ngữ, Châu Ngọc Hà                        | 8          | Trích từ Thuy Nga Music Box #24                     |
| 2021 |         | Xin Tình Yêu Ở Lại                                          | Như Quỳnh, Tâm Đoan                                    | 7          | Trích từ Thuy Nga Music Box #25                     |
| 2021 | 629     | Xuân Hy Vọng                                                | Nhiều ca sĩ                                            | 13         | Trích từ Paris By Night 131                         |
| 2021 | 630     | Xuân Ước Nguyện                                             | Nhiều ca sĩ                                            | 12         | Trích từ Paris By Night 131                         |
| 2021 |         | Chiều Tím                                                   | Lệ Thu, Phương Hồng Quế, Trần Thái Hòa                 | 9          | Trích từ Thuy Nga Music Box #26                     |
| 2021 |         | Kim                                                         | Carol Kim, Connie Kim                                  | 8          | Trích từ Thuy Nga Music Box #27                     |
| 2021 |         | Tôi Đã Mong Mình Quên                                       | Bằng Kiều, Minh Tuyết                                  | 8          | Trích từ Thuy Nga Music Box #28                     |
| 2021 |         | Duyên Kiếp                                                  | Trường Vũ, Như Quỳnh                                   | 8          | Trích từ Thuy Nga Music Box #29                     |
| 2021 |         | Quang Lê & Phi Nhung                                        | Phi Nhung, Quang Lê                                    | 8          | Trích từ Thuy Nga Music Box #30                     |
| 2021 |         | Tình Mẹ Đơn Thân                                            | Thanh Hà, Phi Nhung                                    | 6          | Trích từ Thuy Nga Music Box #31                     |
| 2021 |         | Tình Ca Quốc Dũng                                           | Bảo Yến                                                | 8          | Trích từ Thuy Nga Music Box #32                     |
| 2021 |         | Tình Ca Ngọc Sơn                                            | Giao Linh, Như Quỳnh, Hoàng Nhung                      | 8          | Trích từ Thuy Nga Music Box #33                     |
| 2021 |         | Câu Hò Vọng Cổ                                              | Ngọc Huyền, Kim Tiểu Long, Hương Thủy                  | 4          | Trích từ Thuy Nga Music Box #34                     |
| 2021 |         | Nhạc Tiền Chiến                                             | Trần Thái Hòa, Đình Bảo, Lam Anh                       | 8          | Trích từ Thuy Nga Music Box #35                     |
| 2021 |         | Món Quà Kỷ Niệm                                             | Thanh Lan, Phương Hồng Quế, Phương Hồng Ngọc           | 9          | Trích từ Thuy Nga Music Box #36                     |
| 2021 |         | Như Là Tình Yêu                                             | Don Hồ, Lương Tùng Quang, Như Loan                     | 9          | Trích từ Thuy Nga Music Box #37                     |
| 2021 |         | Bolero & Em                                                 | Châu Ngọc Hà, Hoàng Nhung, Phương Yến Linh             | 9          | Trích từ Thuy Nga Music Box #38                     |
| 2021 |         | 60 Năm Cuộc Đời                                             | Lynda Trang Đài, Hương Thủy, Tâm Đoan                  | 9          | Trích từ Thuy Nga Music Box #39                     |
| 2021 |         | Thanh Xuân                                                  | Quỳnh Vi, Diễm Sương, Myra Trần                        | 9          | Trích từ Thuy Nga Music Box #40                     |
| 2021 |         | Áo Đẹp Nàng Dâu                                             | Đặng Hà Duy                                            | 10         | Đại diện phát hành                                  |
| 2021 |         | Tình Khúc Tuấn Khanh - Chiếc Lá Cuối Cùng                   | Ý Lan, Trần Thái Hòa, Ngọc Anh                         | 9          | Trích từ Thuy Nga Music Box #41                     |
| 2021 |         | Phút Cuối                                                   | Mạnh Quỳnh, Phi Nhung                                  | 9          | Trích từ Thuy Nga Music Box #42                     |
| 2021 |         | Song Ngọc - Tác Phẩm Để Đời                                 | Phương Hồng Quế, Ngọc Ngữ, Châu Ngọc Hà, Song Thanh    | 10         | Trích từ Thuy Nga Music Box #43                     |
| 2021 |         | Lời Cuối Cho Em                                             | Elvis Phương, Thanh Lan                                | 8          | Trích từ Thuy Nga Music Box #44                     |
| 2021 |         | Ân Tình Mong Manh                                           | Don Hồ, Lâm Thúy Vân                                   | 8          | Trích từ Thuy Nga Music Box #45                     |
| 2021 |         | Tình Bạn                                                    | Ba Con Mèo, Như Quỳnh, Thanh Hà                        | 7          | Trích từ Thuy Nga Music Box #46                     |
| 2021 |         | Tình Ca Thái Thịnh 2 - Để Nhớ Một Thời Ta Đã Yêu            | Thái Thịnh, Trịnh Lam, Lam Anh, Như Ý                  | 10         | Trích từ Thuy Nga Music Box #47                     |
| 2022 |         | Tình Ca Phạm Mạnh Cương - Thương Hoài Ngàn Năm              | Thanh Lan, Thanh Hà, Quang Lê                          | 10         | Trích từ Thuy Nga Music Box #48                     |
| 2022 | 632     | Xuân Ca                                                     | Nhiều ca sĩ                                            | 13         | Trích từ Paris By Night 132                         |
| 2022 | 633     | Mẹ Về Thiên Thu                                             | Nhiều ca sĩ                                            | 8          | Trích từ Paris By Night 132                         |
| 2022 | 634     | Mặt Trời Và Hoa                                             | Nhiều ca sĩ                                            | 11         | Trích từ Paris By Night 132                         |
| 2022 |         | Niềm Vui Cuối Tuần                                          | Hoài Linh, Như Quỳnh                                   | 7          | Trích từ Thuy Nga Music Box #49                     |
| 2022 |         | Tạ Tình                                                     | Ngọc Hương                                             | 8          | Đại diện phát hành                                  |
| 2022 |         | Tình Ca Vũ Thành An                                         | Trần Thái Hòa, Ngọc Anh, Trần Thu Hà                   | 9          | Trích từ Thuy Nga Music Box #50                     |
| 2022 |         | Khổ Vì Yêu Nàng                                             | Nguyễn Hưng, Thanh Hà                                  | 10         | Trích từ Thuy Nga Music Box #51                     |
| 2022 |         | Tình Khúc Trường Sa                                         | Bằng Kiều, Trần Thái Hòa, Lam Anh                      | 9          | Trích từ Thuy Nga Music Box #52                     |
| 2022 |         | Sắc Hoa Màu Nhớ                                             | Giao Linh, Phương Hồng Quế                             | 8          | Trích từ Thuy Nga Music Box #53                     |
| 2022 |         | Vũ Thành An - Đi Trong Cuộc Đời                             | Chu Thị Hồng Anh                                       | 9          | Đại diện phát hành                                  |
| 2022 | 638     | Duyên Chúng Ta Cạn Rồi                                      | Nhiều ca sĩ                                            | 9          | Trích từ Paris By Night 133                         |
| 2022 | 639     | Đời Là Cát, Bụi Là Ta                                       | Nhiều ca sĩ                                            | 12         | Trích từ Paris By Night 133                         |
| 2022 | 640     | Một Người Chẳng Cần Một Người                               | Nhiều ca sĩ                                            | 9          | Trích từ Paris By Night 133                         |
| 2023 | 641     | Nghi Ngờ Tình Yêu                                           | Nhiều ca sĩ                                            | 10         | Trích từ Paris By Night 134                         |
| 2023 | 642     | Duyên Có Nợ Không                                           | Nhiều ca sĩ                                            | 11         | Trích từ Paris By Night 134                         |
| 2023 | 643     | Lạc Mất Vầng Trăng                                          | Nhiều ca sĩ                                            | 11         | Trích từ Paris By Night 134                         |
| 2023 |         | Thành Phố Mưa Bay                                           | Phương Yến Linh                                        | 12         | Đại diện phát hành                                  |
| 2023 | 644     | Chuyện Em Tôi                                               | Nhiều ca sĩ                                            | 9          | Trích từ Paris By Night Tiếu Vương Hội              |
| 2023 | 645     | Trên Ngọn Tình Sầu - Tình Khúc Từ Công Phụng - Volume 1     | Nhiều ca sĩ                                            | 9          | Trích từ Paris By Night 135                         |
| 2023 | 646     | Mưa Trên Ngày Tháng Đó - Tình Khúc Từ Công Phụng - Volume 2 | Nhiều ca sĩ                                            | 11         | Trích từ Paris By Night 135                         |
| 2023 | 647     | Bên Kia Đời Quạnh Quẽ - Tình Khúc Từ Công Phụng - Volume 3  | Nhiều ca sĩ                                            | 11         | Trích từ Paris By Night 135                         |
| 2024 |         | Xuân Này Con Không Về                                       | Phương Yến Linh                                        | 9          | Đại diện phát hành                                  |
| 2024 |         | Thương - Không Tiếc Chi                                     | Nhiều ca sĩ                                            | 10         | Trích từ Paris By Night 136                         |
| 2024 |         | Hận Tình - Về Với Cát Bụi                                   | Nhiều ca sĩ                                            | 12         | Trích từ Paris By Night 136                         |
| 2024 |         | Ánh Sáng Nhiệm Màu                                          | Nhiều ca sĩ                                            | 9          | Trích từ Paris By Night 136                         |
| 2024 | 626     | Một Đời Cho Âm Nhạc - Volume 1                              | Thanh Tuyền                                            | 10         | Trích từ Liveshow Thanh Tuyền - Một Đời Cho Âm Nhạc |
| 2024 | 628     | Một Đời Cho Âm Nhạc - Volume 2                              | Thanh Tuyền                                            | 8          | Trích từ Liveshow Thanh Tuyền - Một Đời Cho Âm Nhạc |
| 2024 |         | Một Mai Giã Từ Vũ Khí                                       | Nhiều ca sĩ                                            | 13         | Trích từ Paris By Night 137                         |
| 2024 |         | Ru Giấc Tàn Phai                                            | Nhiều ca sĩ                                            | 13         | Trích từ Paris By Night 137                         |
| 2024 |         | Xin Cảm Ơn Đời                                              | Nhiều ca sĩ                                            | 9          | Trích từ Paris By Night 137                         |
| 2024 |         | Gặp Lại Cố Nhân                                             | Mạnh Quỳnh, Hương Thủy                                 | 7          | Trích từ Thúy Nga Music Box #22                     |
| 2024 |         | Biển Tình                                                   | Tuấn Vũ, Băng Tâm, Tuấn Phước, Phương Yến Linh         | 10         | Trích từ Thúy Nga Music Box #54                     |
| 2024 | 631     | Nước Mắt Mùa Thu                                            | Lệ Thu                                                 | 7          |                                                     |
| 2024 |         | Bolero Và Em - Volume 1                                     | Nhiều ca sĩ                                            |            | Trích từ Liveshow Bolero Và Em                      |
| 2024 |         | Bolero Và Em - Volume 2                                     | Nhiều ca sĩ                                            |            | Trích từ Liveshow Bolero Và Em                      |
| 2025 |         | Tết Thương                                                  | Nhiều ca sĩ                                            | 10         | Trích từ Paris By Night 138                         |
| 2025 |         | Khóc Cười                                                   | Nhiều ca sĩ                                            | 6          | Trích từ Paris By Night 138                         |
| 2025 |         | Gửi Tình Vào Xuân                                           | Nhiều ca sĩ                                            | 6          |                                                     |